# Miss Nicarágua
Miss Nicarágua é um concurso de beleza feminino que acontece anualmente com o intuito de eleger a melhor candidata para o concurso de beleza mais famoso, o Miss Universo. A organização também escolhe misses para representar a Nicarágua em outros concursos como Miss Internacional e Miss Terra.
A Nicarágua nunca havia conseguido nenhum título internacional relevante até 2023, quando Sheynnis Palacios venceu o Miss Universo. Antes o melhor classificação do país neste concurso havia sido em 2007, com Xiomara Blandino terminando na 10ª. colocação. O país também ficou entre as 10 semifinalistas Miss Universo 1977.

## Vencedoras
| Ano  | Miss Nicarágua               | Colocação                  |
| 1955 | Rosa Lacayo                  |                            |
| 1963 | Leda Sánchez                 |                            |
| 1968 | Margine Davidson             |                            |
| 1969 | Soraya Herrera Chávez        |                            |
| 1970 | Graciela Salazar Lanzas      |                            |
| 1971 | Xiomara Rodriguez            |                            |
| 1973 | Ana Cecilia Saravia          |                            |
| 1974 | Fanny Duarte Tapia           |                            |
| 1975 | Alda Maritza Sanchéz         |                            |
| 1976 | Ivánia Navarro Yenic         |                            |
| 1977 | Beatriz Obregón Lacayo       | Semifinalista (Top 12)     |
| 1978 | Claudia Herrera Cortés       |                            |
| 1991 | Ana Sofía Pereira            |                            |
| 1992 | Ida Patricia Delaney         |                            |
| 1993 | Luisa Amalia Urcuyo          |                            |
| 1995 | Linda Clerk                  |                            |
| 1998 | Claudia Alaniz               |                            |
| 1999 | Liliana Pilarte              |                            |
| 2001 | Ligia Argüello               |                            |
| 2002 | Marianela Larayu             |                            |
| 2003 | Claudia Salmeron             |                            |
| 2004 | Marifely Argüello            |                            |
| 2005 | Daniela Clerk                |                            |
| 2006 | Cristiana Frixione           |                            |
| 2007 | Xiomara Blandino             | Semifinalista (Top 10)     |
| 2008 | Thelma Rodríguez             |                            |
| 2009 | Indiana María Sánchez        |                            |
| 2010 | Scharllette Alexandra Allen  |                            |
| 2011 | Adriana de Lourdes Rodríguez |                            |
| 2012 | Farah Eslaquit               |                            |
| 2013 | Nastassja Bolívar            | Semifinalista (Top 16)     |
| 2014 | Marline Barberena            |                            |
| 2015 | Daniela Torres               |                            |
| 2016 | Marina Jacoby                |                            |
| 2018 | Adriana Paniagua             |                            |
| 2019 | Inés López                   |                            |
|      |                              |                            |
|      |                              |                            |
| 2023 | Sheynnis Palacios            | Vencedora do Miss Universo |